# 劉元凱
劉元凱（リウ・ヤンカイ、1981年12月2日 - ）は台湾の男子陸上競技選手。専門は短距離走。
2009年に広州市で開催されたアジア陸上競技選手権大会に出場し、4×100mのメンバーとして銅メダルを獲得している。2006年に100mで10秒29の記録を樹立し当時の台湾の国内記録となった（2012年に易緯鎮が10秒28に更新した）。